# Línea Pamplona-Ororbia-Etxauri
La Línea Pamplona - Ororbia - Etxauri, es una línea circular de autobús que lleva la empresa de autobuses La Pamplonesa. Tiene 17 paradas.

## Paradas
| Esquema | Parada     | Correspondencia                                                  |
| ------- | ---------- | ---------------------------------------------------------------- |
|         | Pamplona   | Pamplona - Ororbia - Asiain - Etxauri Pamplona - Ostiz - Arraitz |
|         | Orkoien    | Pamplona - Ororbia - Asiain - Etxauri                            |
|         | Arazuri    | Pamplona - Ororbia - Asiain - Etxauri                            |
|         | Ororbia    | Pamplona - Ororbia - Asiain - Etxauri                            |
|         | Ibero      | Pamplona - Ororbia - Asiain - Etxauri                            |
|         | Etxauri    | Pamplona - Ororbia - Asiain - Etxauri                            |
|         | Ciriza     | - -                                                              |
|         | Etxarri    | - -                                                              |
|         | Bidaurreta | - -                                                              |
|         | Etxarri    | - -                                                              |
|         | Ciriza     | - -                                                              |
|         | Etxauri    | Pamplona - Ororbia - Asiain - Etxauri                            |
|         | Ibero      | Pamplona - Ororbia - Asiain - Etxauri                            |
|         | Ororbia    | Pamplona - Ororbia - Asiain - Etxauri                            |
|         | Arazuri    | Pamplona - Ororbia - Asiain - Etxauri                            |
|         | Orkoien    | Pamplona - Ororbia - Asiain - Etxauri                            |
|         | Pamplona   | Pamplona - Ororbia - Asiain - Etxauri Pamplona - Ostiz - Arraitz |